# Вавилонская блудница

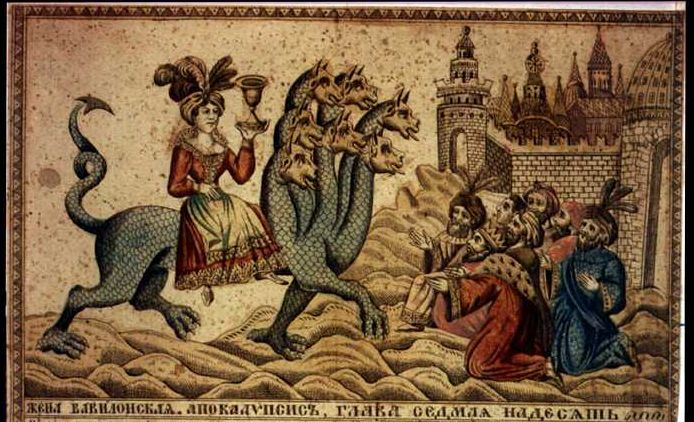
Вавилонская блудница (русский лубок, 1800-е годы)

Вавило́нская блудни́ца (лат. Babyloniacus fornicaria) — образ в христианской эсхатологии, основанный на книге Откровения Иоанна Богослова. Образ Вавилонской блудницы и объяснение связанной с ней символики стали предметом многочисленных богословских толкований и споров.
В современном языке выражение «Вавилонская блудница» употребляется не в его буквальном значении, а в ироничной форме применяется к женщинам лёгкого поведения, порочность которых приобрела небывалые масштабы.

## Вавилонская блудница в Откровении Иоанна Богослова
Первоисточником образа Вавилонской блудницы является Откровение Иоанна Богослова, глава 17 (вторая половина I века). Явившийся Иоанну Богослову ангел предлагает ему увидеть «суд над великою блудницею, сидящею на водах многих;  с нею блудодействовали цари земные, и вином её блудодеяния упивались живущие на земле» (Откр. 17:1-2). Ангел ведёт его в пустыню, где он:

увидел жену, сидящую на звере багряном, преисполненном именами богохульными, с семью головами и десятью рогами. И жена облечена была в порфиру и багряницу, украшена золотом, драгоценными камнями и жемчугом, и держала золотую чашу в руке своей, наполненную мерзостями и нечистотою блудодейства её; и на челе её написано имя: тайна, Вавилон великий, мать блудницам и мерзостям земным. Я видел, что жена упоена была кровью святых и кровью свидетелей Иисусовых, и видя её, дивился удивлением великим.
— Откр. 17:3-6

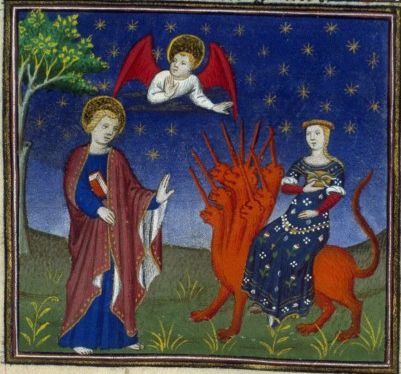
Ангел показывает Иоанну Богослову Вавилонскую блудницу
(французская миниатюра, XIV век)

В указанном отрывке жена на звере называется «Вавилон великий, мать блудницам и мерзостям земным» (др.-греч. Βαβυλὼν ἡ μεγάλη, ἡ μήτηρ τῶν πορνῶν καὶ τῶν βδελυγμάτων τῆς γῆς), а ниже и просто «блудница» (ἡ πόρνη), отчего и произошло её прозвание «Вавилонская блудница» (хотя дословно такого словосочетания в тексте Апокалипсиса нет). В последующем рассказе ангел поясняет символическое значение этого образа:

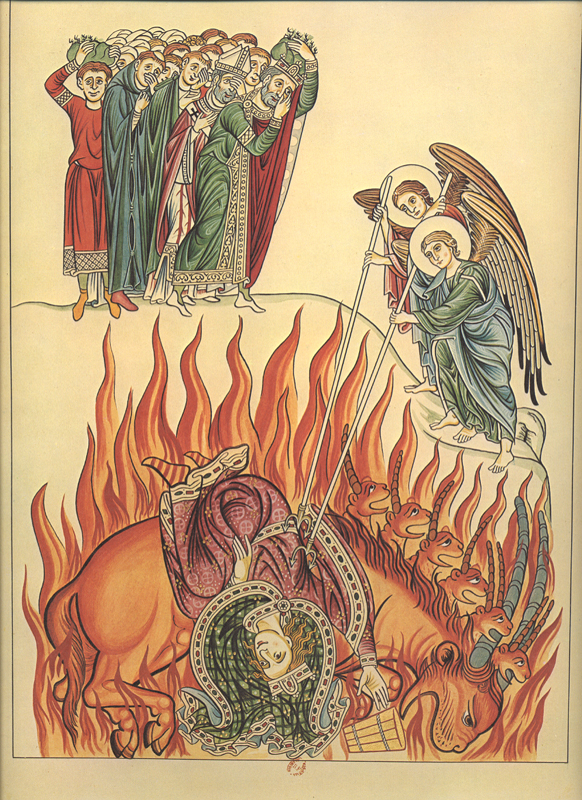
Падение Вавилонской блудницы
(миниатюра Геррады Ландсбергской, конец XII века)

- зверь, на котором восседает блудница: «был, и нет его, и выйдет из бездны, и пойдёт в погибель» (Откр. 17:8);
- 7 голов: «суть семь гор, на которых сидит жена, и семь царей, из которых пять пали, один есть, а другой ещё не пришёл, и когда придёт, не долго ему быть» (Откр. 17:9-10);
- 10 рогов: «суть десять царей, которые ещё не получили царства, но примут власть со зверем, как цари, на один час» (Откр. 17:12);
- воды, на которых сидит блудница: «суть люди и народы, и племена и языки» (Откр. 17:15).

В 18-й главе Апокалипсиса Иоанн Богослов описывает падение блудницы: «пал, пал Вавилон великий» (Откр. 18:2). В качестве кары, постигшей Вавилонскую блудницу, называется огонь (Откр. 18:7-8).
В этом рассказе Иоанна образ блудницы полностью олицетворён в Вавилоне (по-гречески город — πόλις — женского рода), а порой встречаются следующие фразы: «…видя дым от пожара её, возопили, говоря: какой город подобен городу великому!» (Откр. 18:18)

### Исторический прообраз
В качестве исторического прообраза блудницы из видения Иоанна, по мнению исследователей, могут выступать:
- жрицы малоазийских храмов. Наиболее раннее описание храмовой проституции в Вавилоне было сделано Геродотом:

Каждая вавилонянка должна однажды в жизни садиться в святилище Афродиты (Милитты) и отдаваться за деньги чужестранцу… В священном участке Афродиты сидит множество женщин с повязками из верёвочных жгутов на головах. Сидящая здесь женщина не может возвратиться домой, пока какой-нибудь чужестранец не бросит ей в подол деньги и не соединится с ней за пределами священного участка… После соития, исполнив священный долг богине, она уходит домой и затем уже ни за какие деньги не овладеешь ей вторично.
— Геродот. История. I,199
- императрица Мессалина, третья жена императора Клавдия, внучатая племянница императора Августа. Её распутство описано Тацитом и Светонием[3]. Иоанн Богослов, написавший свой Апокалипсис уже после смерти Мессалины, мог быть наслышан о её похождениях и воплотить её образ в Вавилонской блуднице. Мессалина прославилась тем, что по ночам под видом проститутки приходила в один из римских лупанариев, чтобы удовлетворить свою похоть. Её образ запечатлён в стихах Ювенала:

Блудная эта Августа бежала от спящего мужа;

В тёплый она лупанар, увешанный ветхим лохмотьем,

Лезла в каморку пустую свою — и, голая, с грудью

В золоте, всем отдавалась под именем ложным Лициски;

Лишь когда сводник девчонок своих отпускал, уходила

Грустно она после всех, запирая пустую каморку:

Всё ещё зуд в ней пылал и упорное бешенство матки;

Так, утомлённая лаской мужчин, уходила несытой,

Гнусная, с тёмным лицом, закопчённая дымом светильни,

Вонь лупанара неся на подушки царского ложа.Ювенал Сатира VI. 115—133 / пер. Д. С. Недовича

## Богословское толкование
Откровение Иоанна Богослова рисует события от Первого до Второго пришествия Христа. Судьбы человечества и Церкви изображены в Откровении с помощью метафор, сложных для понимания и допускающих разнообразные толкования. Из всех образов Откровения жена-блудница — один из самых загадочных. Образ не связан с какой-либо конкретной женщиной — блудница воспринимается как символ страны, города, народа, отвратившегося от Бога.

### Трактовка образа города
С образом блудницы у богословов связываются различные города и империи. Наиболее распространённым толкованием является соответствие образа блудницы Риму или Римской империи (как считал Б. Бауэр; этой же точки зрения придерживались советские историки религии Я. Ленцман, И. Крывелев, И. Свенцицкая). Также существует мнение, что этим городом является Иерусалим или Москва (у старообрядцев).

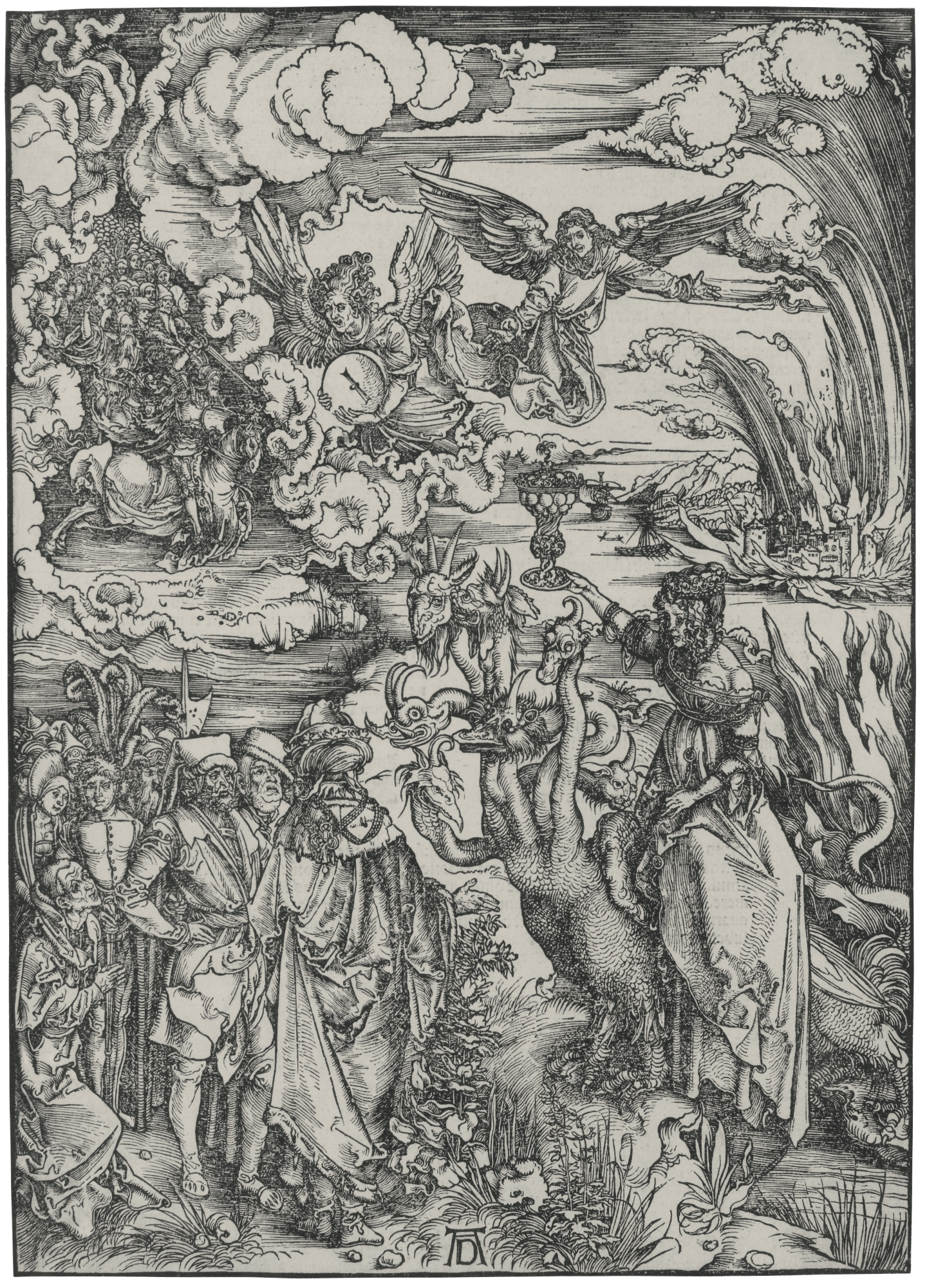
Вавилонская блудница едет верхом на семиглавом звере (гравюра Альбрехта Дюрера)

#### Безымянный город
Известный толкователь Откровения архиепископ Андрей Кесарийский (VI—VII века) особо отмечает, что хотя некоторые видят в блуднице именно город Рим «как расположенный на семи холмах; семью же главами носящего её зверя считали семь нечестивейших из всех царей, которые от Домициана до Диоклетиана преследовали Церковь». Семь царств, которые претендовали на мировое господство, по мнению Андрея: Ассирийское, Мидийское, Вавилонское, Персидское, Македонское и Римское (республика и империя). Однако он считает, что блудница:

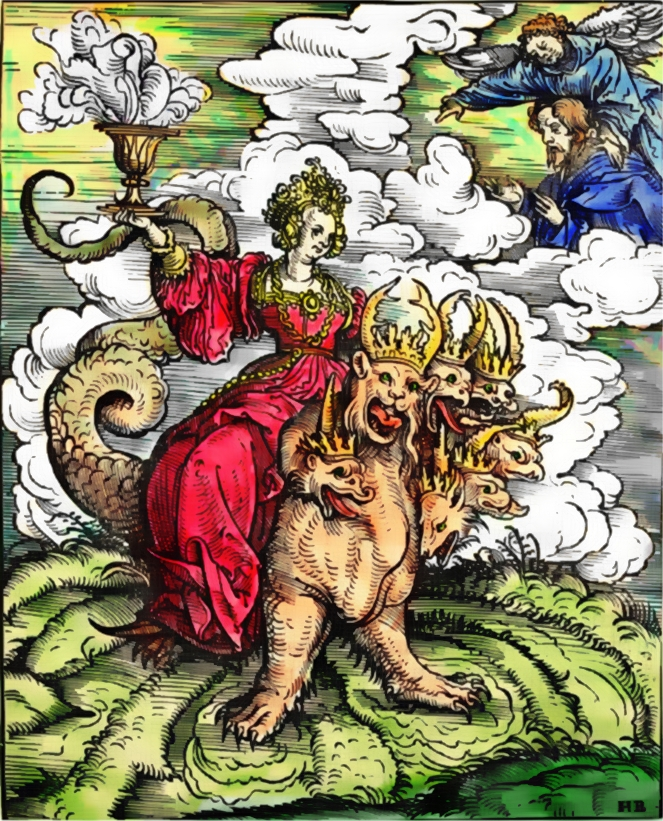
Вавилонская блудница (раскрашенная гравюра Ганса Бургкмайра, 1523 год. Иллюстрация к изданию перевода Библии Мартина Лютера)

«вообще земное царство, как бы в одном теле представляемое, или же город, имеющий царствовать даже до пришествия антихриста».

При этом он особо подчёркивает, что то, что блудница есть образ города, сказал Иоанну ангел и поэтому «подробное о сём исследование совершенно излишне», однако в период Реформации появились протестантские толкования образа блудницы как падшей Римско-католической церкви.
Более поздние богословы, жившие в Византийской империи или уже в Новое время, не акцентируют в своих трудах связь блудницы и какого-либо конкретного города:

Очень многие богословы считали, а иные и доселе считают предвестником пришествия антихриста либо полное разрушение и уничтожение Римской империи, либо сильный упадок ея. Но история учения об антихристе показывает, что, чем дальше шло время, тем более терял значение этот взгляд; потому что Римская империя давно распалась, совершенно уничтожена и теперь не существует даже по имени, а между тем антихрист не явился.

Современный богослов, епископ Александр (Милеант), считает, что Иоанн, описывая роскошь блудницы, говорит о Риме, то же касается и связанных с блудницей символов (семь голов зверя, десять его рогов). Однако, по его мнению, «многие черты апокалипсического Вавилона не применимы к древнему Риму и, очевидно, относятся к столице антихриста». Епископ считает, что вся полнота символики 17-й главы книги Откровения, рассказывающей о блуднице и её падении, станет очевидна только после пришествия Антихриста.

#### Иерусалим
Как сделалась блудницею верная столица, исполненная правосудия! Правда обитала в ней, а теперь — убийцы. Серебро твоё стало изгарью, вино твоё испорчено водою; князья твои — законопреступники и сообщники воров; все они любят подарки и гоняются за мздою; не защищают сироты, и дело вдовы не доходит до них.
— Ис. 1:21-23
Василий Великий в своих комментариях на этот отрывок пишет, что иногда про церковь, отринувшую веру, говорят: «Како бысть блудница град верный», имея в виду, что она принимает «различные семена слова от осквернивших святость таинств и от всеявших учения нечестия на растление душ».
Поскольку время написания Апокалипсиса совпадает со временем разрушения Иерусалима и Иерусалимского храма, имевших большое значение для раннего христианства, это позволяет предположить, что в данном сочинении отражены современные автору события. Первым исследователем, выдвинувшим такую гипотезу, стал Фермен Абози. Он увидел в семи горах, упоминаемых в Откр. 17:9, семь холмов, на которых стоит Иерусалим, а падение Вавилона счёл описанием разрушения Иерусалима римским императором Титом в 70 году. Аналогичные выводы были сделаны французским богословом Жаном Гардуэном. Профессор Александр Колесников отмечает, что Отцы Церкви понимают под Вавилоном Иерусалим, который, согласно предсказаниям, станет столицей Антихриста. Подтверждение этой версии Колесников видит также в том, что пришедшее на смену старому миру Царство славы Божией автор Откровения называет «Иерусалимом новым», тем самым противопоставляя его «Иерусалиму земному».

#### Лондон
Оригинальная трактовка города, из которого происходит блудница, содержится у Иоанна Кронштадтского: «В наши исторические времена к такому типу скорее подходит Лондон, который претендует на всемирное господство, и купцы его, вельможи земли, мечтают управлять миром». Его последователи в качестве аргументов указывают на то, что Лондон — родина масонства, источник революций и столица мировой империи. Православный писатель и конспиролог Сергей Нилус имел схожие воззрения и настаивал, что Вавилонская блудница — это масонство без конкретной географической привязки.

#### Нью-Йорк
Есть основания считать, что «великим городом», показанным ангелом, являлся будущий Нью-Йорк. Он также расположен на семи холмах, но, кроме этого, отмечались и другие совпадения, а именно: Нью-Йорк долгое время оставался крупнейшим по численности населения городом в Западном полушарии, при этом являясь главным центром притяжения финансов Запада. Фрагмент Откровения, повествующий о том, что «вином прелюбодеяния» с этим богохульным городом насытятся все цари земные (правители, крупные бизнесмены) иногда трактуют, сравнивая «вино прелюбодеяния» с валютой США — долларом.

#### Рим

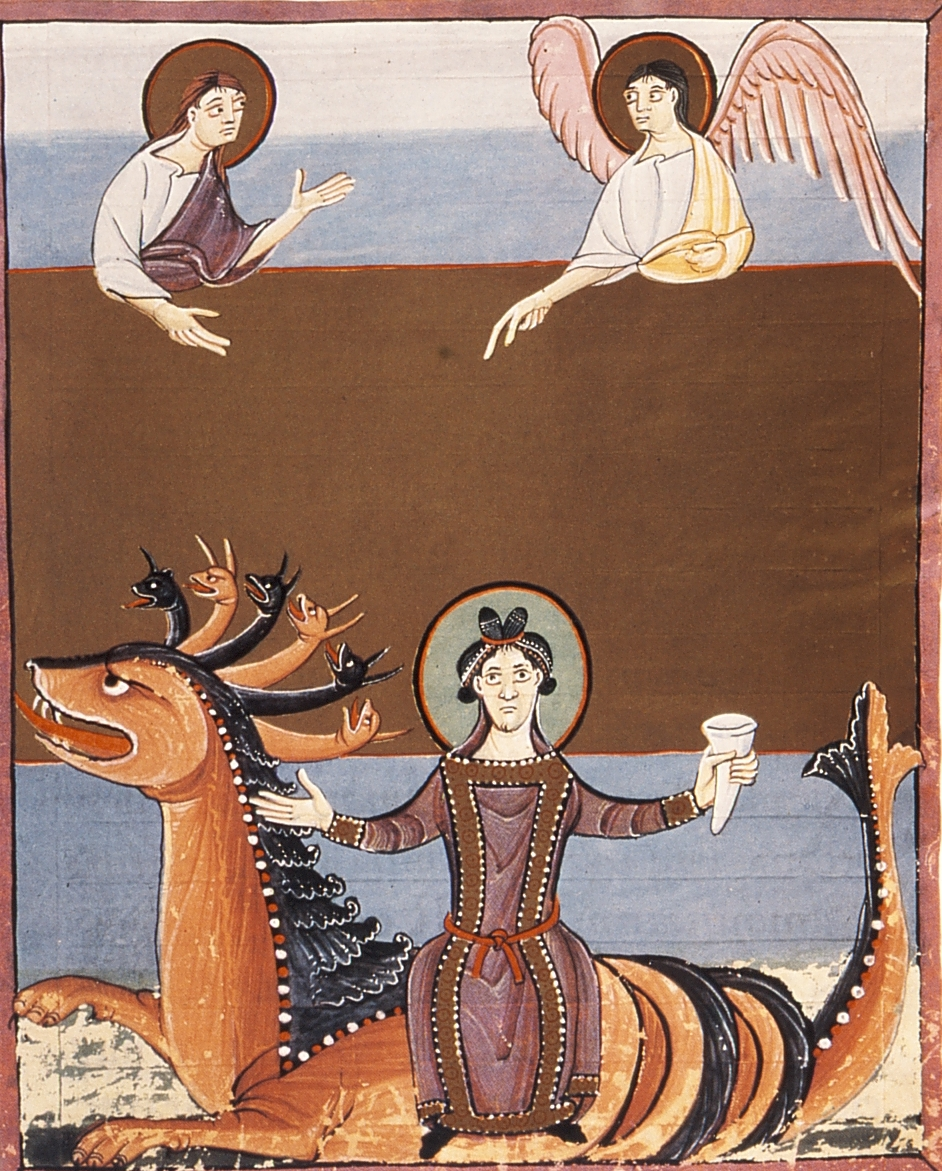
Вавилонская блудница (миниатюра Бамбергского Апокалипсиса, XI век)

Намного более распространённым является другое мнение. Комментируя книгу Откровения, христианские богословы обычно считают, что Вавилонская блудница представляет собой «город антихристианскаго царства, который может быть назван Вавилоном или Римом по сходству своей культуры и по своему боговраждебному развращающему влиянию на другие народы». Это мнение основано на словах Иоанна Богослова: «Жена же, которую ты видел, есть великий город, царствующий над земными царями» (Откр. 17:18).
Мнения о том, что блудница представляет собой Рим или Римскую империю, придерживались:
- Ириней Лионский (II век): «Иоанн и Даниил предсказали разрушение Римской империи, предшествующее концу мира и вечному царству Христа»[27];
- Ипполит Римский (170—235): «эта империя имеет разрушиться, или хотя придёт в уничижение и разделится на десять царств»[28];
- Кирилл Иерусалимский (315—386): «Это же есть царство Римское, как предали церковные истолкователи»[29];
- Иоанн Златоуст (347—407): «Подобно тому, как прежде сего разрушаемы были царства, именно: мидийское — вавилонянами, вавилонское — персами, персидское — македонянами, македонское — римлянами, — так это последнее разрушено будет антихристом, он сам будет побеждён Христом, и более уже не будет владычествовать»[30].

Подробное обоснование соответствия образа блудницы древнему Риму содержится в комментарии Уильяма Баркли к Новому Завету. Он пишет, что тайна, написанная на её челе (Откр. 17:5), заключается в том, что «Вавилон значит Рим; что неведомо постороннему, то хорошо знает христианский читатель. Всё, что сказано о Вавилоне, в действительности относится к Риму». В его толковании семь голов зверя понимаются как семь холмов, на которых стоит Рим, или как семь его императоров (от Августа до Домициана, исключая недолго правивших Гальбу, Отона и Вителлия).
Ирина Свенцицкая отмечает, что Откровение было написано после первого гонения на христиан, инициированного Нероном и подавления Иудейского восстания, и в образе блудницы представлен Рим, вызывавший в то время особую ненависть.

### Связь со зверем
Богословы отмечают взаимную связь блудницы и зверя, их общую деятельность и проявления. Поэтому богатство и красота блудницы не вечные — с одного дня в другой, с одного часа в другой, она будет брошена в бедность, наготу и одиночество, подобно зверю, который «пойдёт в погибель; и удивятся те из живущих на земле, имена которых не вписаны в книгу жизни… видя, что зверь был, и нет его» (Откр. 17:8). При этом десять рогов зверя (иногда понимаются как десять царей подчинённых Вавилону царств) по воле Бога ополчатся на блудницу, «разорят её, и обнажат, и плоть её съедят, и сожгут её в огне» (Откр. 18:16). Баркли отмечает, что в этом проявляется саморазрушительная природа зла.
По мнению Колесникова, жена-блудница символизирует царство Антихриста, её изображение в Откровении он объясняет следующим образом: «зверь багряный» представляет сатану; «воды многие» — подчинённые народы и племена; «порфира» — царскую власть; «багряница» — кровопролитие; «золотая чаша» — ложные учения, насаждаемые царством Антихриста.
После суда над блудницей наступит ликование, о котором пишет Иоанн: «После сего я услышал на небе громкий голос…: аллилуия! спасение и слава, и честь и сила Господу нашему! …Он осудил ту великую любодейцу, которая растлила землю любодейством своим, и взыскал кровь рабов Своих от руки её» (Откр. 19:1-2). Суд над блудницей, по мнению богословов, будет являться предвозвещением конца света и наступления Божьего суда.

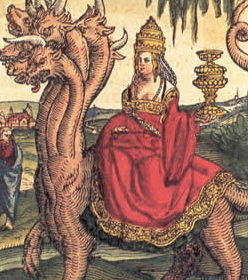
Протестантская антикатолическая пропаганда — легендарная папесса Иоанна, изображена в виде Вавилонской блудницы (на голове у неё — папская тиара)

## Образ блудницы в различных деноминациях
Более поздние ветви христианства и основанные на христианстве новые религиозные движения стали рассматривать Вавилонскую блудницу как образ отпавшей от веры Церкви. В различное время Вавилонской блудницей называли Католическую, Православную или Протестантские церкви.

### Протестантизм
Во время Реформации Мартин Лютер и Джон Нокс назвали Римско-католическую церковь Вавилонской блудницей, как это до них уже сделали Джироламо Савонарола и Фридрих II во время своей борьбы против папы Григория IX. Данте Алигьери использовал этот образ в 19 песне «Божественной комедии» для критики папы римского.
Вас, пастырей, провидел Иоанн

В той, что воссела на водах со славой 

И деет блуд с царями многих стран; 

В той, что на свет родилась семиглавой, 

Десятирогой и хранила нас, 

Пока её супруг был жизни правой.
Эпитет «блудница Вавилонская» деятели Реформации употребляли и по отношению к друг другу. Томас Мюнцер, упрекая слишком либерального на его взгляд Лютера, называл его «стыдливой Вавилонской блудницей». В XIX веке уже по отношению к самим протестантам эпитет «Вавилонская блудница» стали применять мормоны, утверждая, что «протестанты — не что иное, как „Вавилонская блудница“, которую Господь осудил устами Иоанна Богослова».

### Старообрядчество
После церковного раскола русские старообрядцы начали искать в современных им событиях признаки конца света. Образ Вавилонской блудницы стал у них ассоциироваться с Москвой (как построенной на семи холмах), патриархом Никоном и Русской церковью. Протопоп Аввакум писал: «О злый Никоне, душегубный пагубниче. Не ты ли конь и всадник самого сатаны. Не ты ли поспешник аньтихристов. Не ты ли оугодник дияволов… О зверю проклятый… О блудница вавилонская, блудница всескверная беззакончая…». Подобные высказывания о Русской православной церкви встречаются у ряда старообрядцев и в настоящее время.
В сочинениях старообрядцев Вавилонская блудница также ассоциировалась и с Римской церковью. Соратник Аввакума дьякон Феодор в своём «Ответе православных» писал о чаше, являющейся атрибутом Вавилонской блудницы: «Чаша златая полна мерзости: то есть папского костёла мудрость украшена философскою коварною лестью. И полна мерзости — богомерзских ересей бесчисленных, — ими же уловиша весь свет».

### Свидетели Иеговы
В изданиях свидетелей Иеговы Вавилонская блудница ассоциируется со всеми религиями, кроме их собственной. Применительно к традиционным христианским церквям даются следующие ассоциации:

В соответствии с пророческим видением, Великий Вавилон — великая блудница, которая вела народы, нации и племена в кровавые войны, крестовые походы и вендетты, благословляя их с заклинаниями, святой водой, молитвами… Её духовенство, особенно её священники, были послушными орудиями правителей в ведении людских масс как пушечного мяса на резню двух мировых войн и других главных конфликтов. Католик убивал католика, и протестант, исполненный сознания долга, резал протестанта…

## В культуре

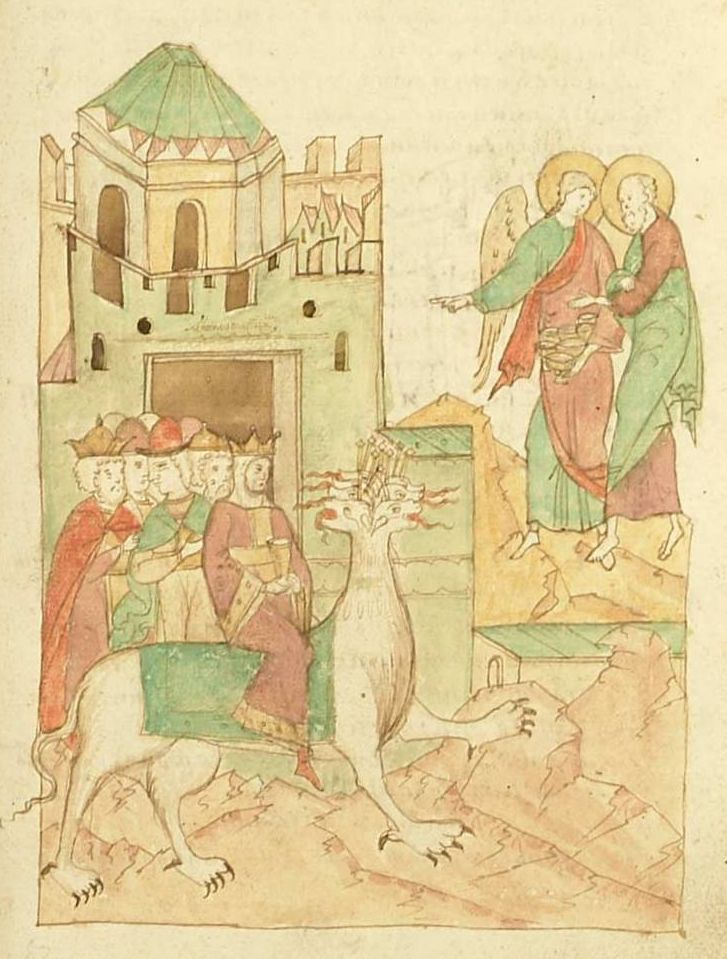
Вавилонская блудница
(миниатюра лицевого Апокалипсиса, XVI век)

### Изобразительное искусство
Вавилонская блудница изображается согласно букве священного текста: как женщина в дорогих одеждах (обычно пурпурных), сидящая на семиглавом звере, с чашей в руке. Крупных произведений на эту тему нет — сюжет остаётся прерогативой книжной миниатюры, гравюр и карикатур. Образ блудницы представлен в грандиозной серии шпалер «Анжерский апокалипсис» (конец XV века), образцом для которого послужили миниатюры из рукописных «Комментариев к Апокалипсису» (X век). Наиболее часто изображения Вавилонской блудницы можно встретить в иллюминированных Апокалипсисах, как западной работы, так и русских (у старообрядцев популярны миниатюры к «Толкованию на Апокалипсис» Андрея Кесарийского, при создании которых они следовали древнерусской традиции лицевых изображений в рукописях). Реже сюжет встречается во фресковой живописи, примером может служить фресковый цикл на сюжет Апокалипсиса Свято-Троицкого Данилова монастыря в Переславле-Залесском, созданный в XVII веке (фрески пятого яруса западной стены). Ерминия Дионисия Фурноаграфиота даёт следующие указания по написанию изображения Вавилонской блудницы:

Рисуются семь горных вершин и на них семиглавый зверь с десятью рогами. На нём сидит жена, имеющая на голове тройную корону и одетая в златотканные одежды, и держит в правой руке золотую чашу, которую и подносит десяти царям, стоящим пред зверем и смотрящим на неё. А позади зверя видны князи и вельможи и великое множество людей. Над женою написано: Вавилон великий, мати любодейцам и мерзостем земным.

К наиболее известным изображениям блудницы относится гравюра Альбрехта Дюрера. На ней художник представил её в образе нарядной венецианской куртизанки, которую зарисовал в свой альбом с натуры. Зверь Апокалипсиса, на котором сидит блудница, изображён Дюрером так, чтобы максимально подчеркнуть его уродство, этому способствует детальная прорисовка его семи голов, которые органически не сливаются с его туловищем.
В иконописи примером изображения блудницы может служить икона «Апокалипсис» Успенского собора Московского Кремля, созданная в конце XV века. На ней образ блудницы лишён отталкивающих свойств и больше соответствует античной традиции, напоминая изображения Европы на быке.
Вавилонская блудница, предположительно, изображена (в ритмическом повторении) в основании монументального Пасхального канделябра, установленного на амвоне базилики Сан-Паоло-фуори-ле-Мура в Риме.

### Кинематограф

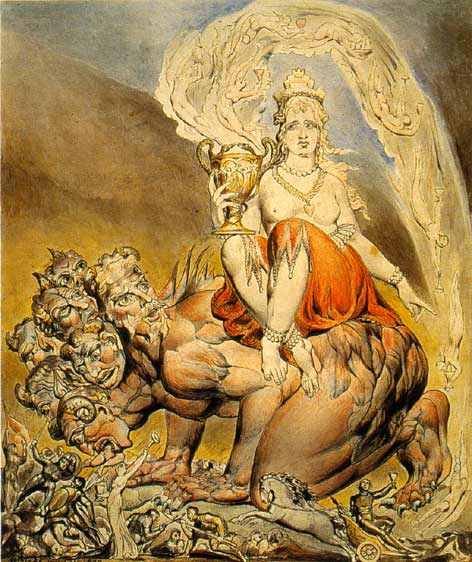
Уильям Блейк. Вавилонская блудница, 1809 год

- «Метрополис» — немой художественный фильм Фрица Ланга, 1927 год. В одной из сцен робот Мария в образе Вавилонской блудницы исполняет танец конца света, который приводит публику в неистовство.
- «Омен 2: Дэмиен» — художественный фильм, 1978 год. В заброшенной церкви показана статуя Вавилонской блудницы, а рядом фреска с изображением Антихриста, имеющего черты главного героя.
- «Сверхъестественное» — телесериал, 2005—2010. В эпизоде «99 проблем» Вавилонская блудница принимает облик дочери пастора и выдаёт себя за пророка.
- «Клуб Дюма, или Тень Ришельё» — роман Артуро Перес-Реверте (1993 год) и мистический фильм «Девятые врата» (1999 год), снятый по его мотивам: на девятой подлинной гравюре из книги «Девять врат в царство призраков» изображена Вавилонская блудница.
- «Декстер» — в восьмой серии шестого сезона сериала антагонист восстанавливает сцену с участием Вавилонской блудницы.
- «Девятые врата» — роль девушки, сопровождавшей главного персонажа и совратившей его после.
- «Нимфоманка» (Vol. 2) — художественный фильм Ларса фон Триера, 2013 год. Фигурирует в воспоминаниях детства Джо (Шарлотта Генсбур).
- «Распутная императрица» (англ. The Scarlet Empress) — псевдоисторический фильм, снятый в 1934 году голливудским режиссёром Джозефом фон Штернбергом по мотивам истории жизни Екатерины II (роль Марлен Дитрих). Название на английском языке Scarlet Empress отсылает к выражениям типа scarlet woman = scarlet whore = scarlet lady, восходящим к библейскому «блудница в пурпуре» (то есть Вавилонская блудница) и, в частности, к представлениям об императрице Мессалине.

### Музыка
Вавилонская блудница упоминается в песнях групп «Avenged Sevenfold», «Iced Earth», «Necromantia», «Bright Eyes», «Ordo Rosarius Equilibrio», «Tiamat», «Cradle of Filth» (несколько песен из альбома «Damnation and a Day»), «The Killers» (Four Winds) и «Сектор Газа» («Святая война» и «Восставший из ада»), а также изображена на обложке альбома «Evangelion» группы Behemoth.